# Istočna Franačka
Istočna Franačka (lat. Francia Orientalis) ili Kraljevstvo Istočne Franačke, također i Kraljevstvo Istočnih Franaka (lat. Regnum Francorum Orientalium) bila je država nasljednica carstva Karla Velikog, tj. Franačke, kojim je vladala dinastija Karolinga do 911. godine. Nastala je Verdunskim ugovorom (10. kolovoza 843.) koji je bivše carstvo podijelio na 3 kraljevstva (Zapadnu, Središnju i Istočnu Franačku). Istočna Franačka i Zapadna Franačka kasnije postaju (ili su bile) Kraljevina Njemačka i Kraljevina Francuska.
Prijestolnica joj je bila u Regensburgu i Frankfurtu. Službeni i liturgijski jezik bio je latinski. Sredstva plaćanja bili su solidi, triensi, denari i pfennizi.

## Povijest
Dioba se zbila 10. kolovoza 843. u ugovorom kojeg se sklopilo u Verdunu. Korijeni te podjele su sukobi među karolinškim nasljednicima koji su izbili za vladanja Ludovika Pobožnog (778. – 840.), a rezultirali trogodišnjim građanskim ratom 840. – 843. godine. Carstvo je podijeljeno na Zapadnu, Istočnu Franačku, te Italiju s Lotaringijom. Lotar je još dobio Niske Zemlje, Porajnje, Srednju Franačku, carski naslov te aachensku palaču. Konačni raspad je bilo smrću cara Karla Debelog 888. godine.
U građanskom je ratu Karlo Ćelavi se udružio s polubratom Ludvigom Njemačkim osporavajući nasljedstvo svom bratu Lotaru, nominalnom karolinškom caru Franaka i caru Rimljana (ovo je bio Karlov naslov, koji su poslije često uzimali carevi Svetog Rimskog Carstva od Otona nadalje).

## Vanjske poveznice
- Crohis - Srednja Europa za Karlovića  Arhivirana inačica izvorne stranice od 26. rujna 2010. (Wayback Machine)